# Estadi de futbol de Suita
L'Estadi de futbol de Suita (市立吹田サッカースタジアム, Shiritsu Suita Sakkā Sutajiamu) és un estadi de futbol situat a la ciutat de Suita, Prefectura d'Osaka, al Japó. Té capacitat per a 39,694 espectadors.
L'estadi és la seu del club Gamba Osaka de la primera divisió japonesa de futbol des de 2016 quan va substituir l'estadi commemoratiu de l'Expo'70 que havia estat el seu estadi entre 1980 i 2015.